# Feliniopsis dargei
Feliniopsis dargei är en fjärilsart som beskrevs av François Louis Nompar de Caumont de Laporte 1973. Feliniopsis dargei ingår i släktet Feliniopsis och familjen nattflyn. Inga underarter finns listade i Catalogue of Life.